# Уайсс, Роберт
Роберт К. Уайсс (англ. Robert K. Weiss; полное имя — Robert Kenneth Weiss) — американский продюсер. Известен прежде всего тем, что спродюсировал несколько фильмов трио Цукер-Абрахамс-Цукер, к примеру, «Солянка по-кентуккийски», «Голый пистолет», «Очень страшное кино 3», а также некоторые другие.

## Факты биографии
- Отец Уайсса был врачом, а мать методистом в средней школе
- Окончил университет Южного Иллинойса в Карбондейле
- Переехал в Лос-Анджелес в 1972 году
- До того, как попасть в киноиндустрию, работал в лос-анджелесской компании «Video Systems Network», занимающейся производством видеокассет
- Когда он увидел выступление комедийной труппы The Kentucky Fried Theater, то сразу же предложил её участникам Джиму Абрахамсу и братьям Цукер попробовать себя в большом кино
- С 1990 по 1994 годы входил в состав Совета директоров компании «IS Robotics»
- С 1996 по 2004 годы являлся вице-председателем и исполнительным продюсером фонда X Prize. С 2008 года стал его президентом

## Фильмография

### Продюсер
- 1977 — Солянка по-кентуккийски / The Kentucky Fried Movie
- 1980 — Братья Блюз / The Blues Brothers
- 1982 — Полицейский отряд! / Police Squad!
- 1983 — Доктор Детройт / Doctor Detroit
- 1987 — Амазонки на Луне / Amazon Women on the Moon
- 1988 — Голый пистолет / The Naked Gun: From the Files of Police Squad!
- 1990 — Сумасшедшие люди / Crazy People
- 1991 — Одни неприятности / Nothing But Trouble
- 1991 — Голый пистолет 2½: Запах страха / The Naked Gun 2½: The Smell of Fear
- 1994 — Голый пистолет 33⅓: Последний выпад / Naked Gun 33⅓: The Final Insult
- 1995 — Увалень Томми / Tommy Boy
- 1998 — Ночь в Роксбери / A Night at the Roxbury
- 2000 — Дамский угодник / The Ladies Man
- 2003 — Очень страшное кино 3 / Scary Movie 3
- 2006 — Очень страшное кино 4 / Scary Movie 4
- 2008 — Супергеройское кино / Superhero Movie